# The Road Home (film, 2003)
Pour les articles homonymes, voir The Road Home.
The Road Home (aussi connu sous le titre Pitcher and the Pin-Up), est un film américain de 2003 de Drew Johnson.

## Fiche technique
Durée : 104 minutes.

## Distribution
- Drew Johnson : Danny Foster
- Corinna Harney : Melissa Curtis
- Donald Turner : John Thomas
- John Saxon : Michael Curtis
- Stephen Bishop : Tyrell Hunt
- Corey Page : Vince Taylor
- Bo Hopkins : Jimmy Stangel
- Wilford Brimley : l'entraineur Weaver
- Paul Kent : l'entraineur Dale
- Marisol Nichols : Stephanie
- Bojesse Christopher : Tommy
- Debbie McLeod : Karan Foster
- Ryan Sparks : Danny Foster jeune
- David A. Burr : Paul Ford
- Ashleigh Synder : Melissa Curtis jeune